# Fiat X1/9
 (juillet 2017).
Si vous disposez d'ouvrages ou d'articles de référence ou si vous connaissez des sites web de qualité traitant du thème abordé ici, merci de compléter l'article en donnant les références utiles à sa vérifiabilité et en les liant à la section « Notes et références ».
La Fiat X1/9 est une voiture spider hardtop, fabriquée par le constructeur italien Fiat Auto entre 1972 et 1989.

## Histoire
Au Salon automobile de Genève en mars 1965, Fiat présente la Fiat 850 Coupé spider. Cette petite sportive à moteur arrière, aux lignes très élégantes et fines, est signée du maître Bertone. Ce sera un grand succès commercial.
En 1966, Fiat Auto lance les études de la future Fiat 128, modèle qui doit remplacer la Fiat 1100-103. Cette berline, très moderne, est révolutionnaire. Première traction avant de la marque, elle est lancée en 1969, dans les versions berline deux et quatre portes et break. L'année suivante, un coupé est présenté et il manque le cabriolet qui doit prendre la succession de la 850 Spider.
Fiat envisage alors deux possibilités pour le futur spider : la traction avant ou la propulsion avec un moteur en porte à faux arrière, comme sur la 850. La "Carrozzeria Bertone", qui est chargée du design, propose une troisième solution : le moteur en position centrale arrière. Cette disposition peut garantir une meilleure stabilité, mais est plus onéreuse à fabriquer. Elle est inaugurée, par Bertone, sur la fabuleuse Lamborghini Miura. La direction de Fiat hésite, notamment pour des raisons financières. L’ingénieur Dante Giacosa, chef du bureau d'études Fiat, a déjà imaginé, en 1964, une voiture équipée d’un moteur placé en position centrale arrière, le projet G 31, qui n'a pas de suite.
Bertone présente au Salon de l'Automobile de Turin, en 1969, un prototype Autobianchi – issu du projet G 31 – le dream car Runabout. La marque Autobianchi, qui fait partie de la galaxie Fiat, a toujours servi de «laboratoire» pour Fiat. Fiat n'a toujours pas arrêté de décision sur son futur cabriolet. Le prototype Autobianchi Runabout est stocké dans l'atelier Bertone, à Grugliasco, près de Turin, sous une bâche.
En 1971, au cours d'une visite inopinée des ateliers Bertone, pour d'autres raisons, Gianni Agnelli découvre, dans un coin, le prototype d'un modèle de série, réalisé sur la base du Runabout. Très intéressé, il fait sortir la voiture et décide très rapidement de la faire mettre en fabrication.
La Fiat X1/9 est présentée au Salon de l'automobile de Turin, en 1972. Si son appellation n'est pas conforme aux standards de la marque, c'est parce que ce doit être un modèle à part dans la gamme Fiat et avec des lignes aussi futuristes, elle doit rester un peu énigmatique.
La X 1/9 utilise les bases mécaniques de la Fiat 128, notamment le moteur 1 300 des versions 128 Rallye et 128 coupé, de 1971, mais renversé. Les berlines et coupés sont des tractions avant, la X 1/9 est une propulsion. La X 1/9 est restylée en mars 1976, son moteur 1 300 est remplacé fin 1978 par un 1 500 cm3 et devient la X 1/9 Five Speed, équipée d’une boîte de vitesses à cinq rapports.

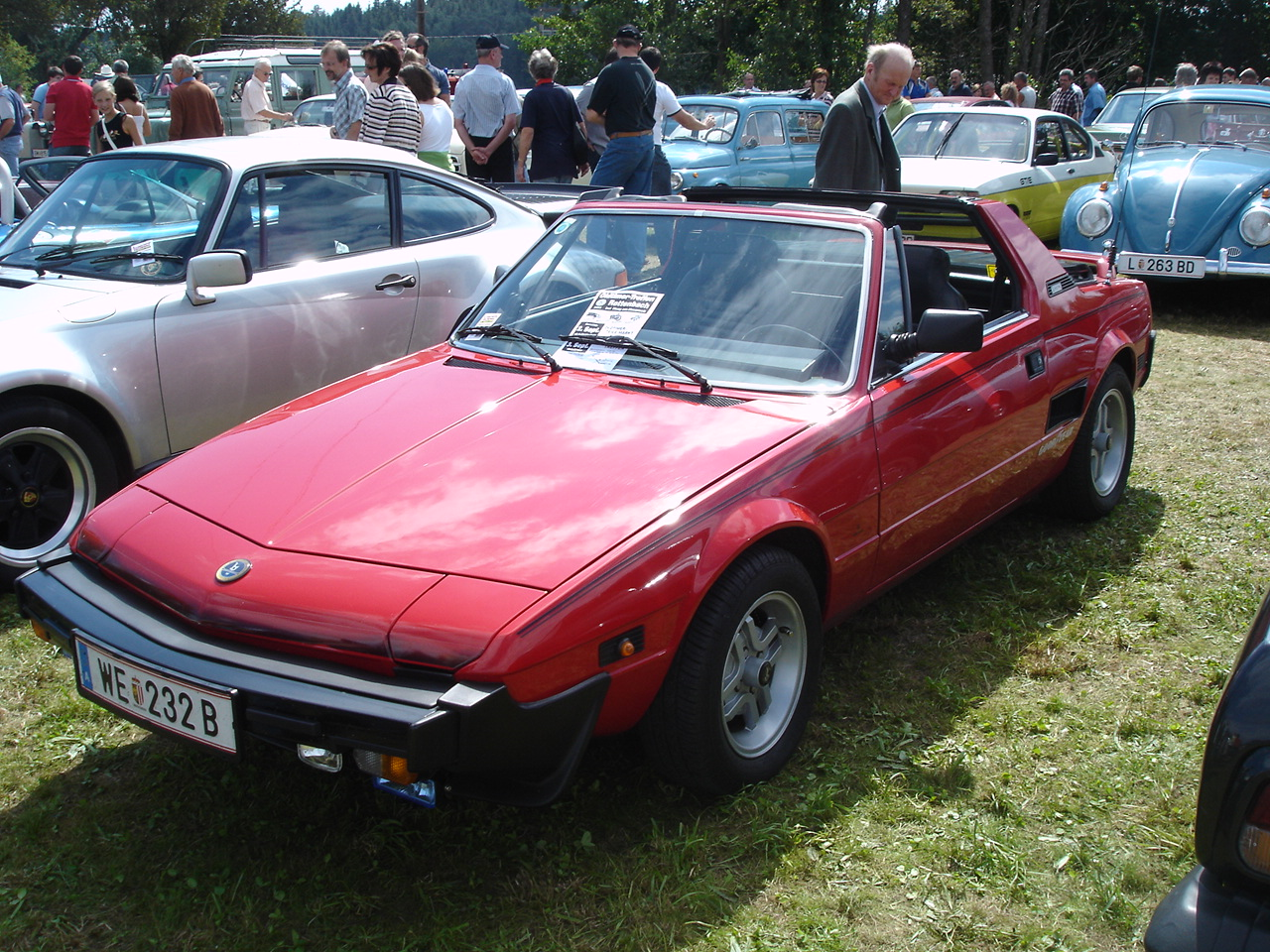
Bertone X 1/9 IN

La X1/9 est largement exportée vers les États-Unis, avec la motorisation 1 290 cm3, 60 ch de la 128 Coupé, et le 1 498 cm3 de la Fiat Ritmo, injection électronique et dispositifs anti-pollution en série, qui réduisent la puissance à 75 ch. La rumeur veut que le restylage de 1976 et la disparition du moteur 1 300 cm3 soient la conséquence du gros succès commercial outre-Atlantique qui absorbe plus de 70 % de la production globale du modèle. Elle est surnommée la « Baby Ferrari ».
La version européenne, avec le moteur Fiat de 1 498 cm3, offre 85 ch et une vitesse maximale de 180 km/h, avec une accélération de 0 à 100 km/h en 10 s.
À partir de 1981, la quasi-totalité des modèles fabriqués sont exportés vers les États-Unis. En mars 1982, Fiat, qui veut récupérer une ligne de production pour d'autres modèles, confie à Bertone, l’intégralité de la fabrication. La X 1/9 deviendra la Bertone X 1/9, avec une mécanique identique, mais une présentation différente et plus luxueuse. Bertone réalise plusieurs séries spéciales de la X1/9, dont une avec une peinture bicolore et des revêtements intérieurs en cuir, comme la X 1/9 IN de 1982. La fabrication s'arrête en 1989, avec la version "Gran Finale", dotée de jantes en alliage de 14 pouces en série et une peinture au mica.
Au total ce sont environ 174 000 exemplaires qui sont produits, entre 1972 et 1989.
La X1/9 est la première et la seule voiture de l'histoire plus que centenaire de la marque Fiat Auto avec un moteur central, deux places et de type spider hard-top, jusqu'à l'arrivée, en 1995, de la Fiat Barchetta.

## Caractéristiques techniques

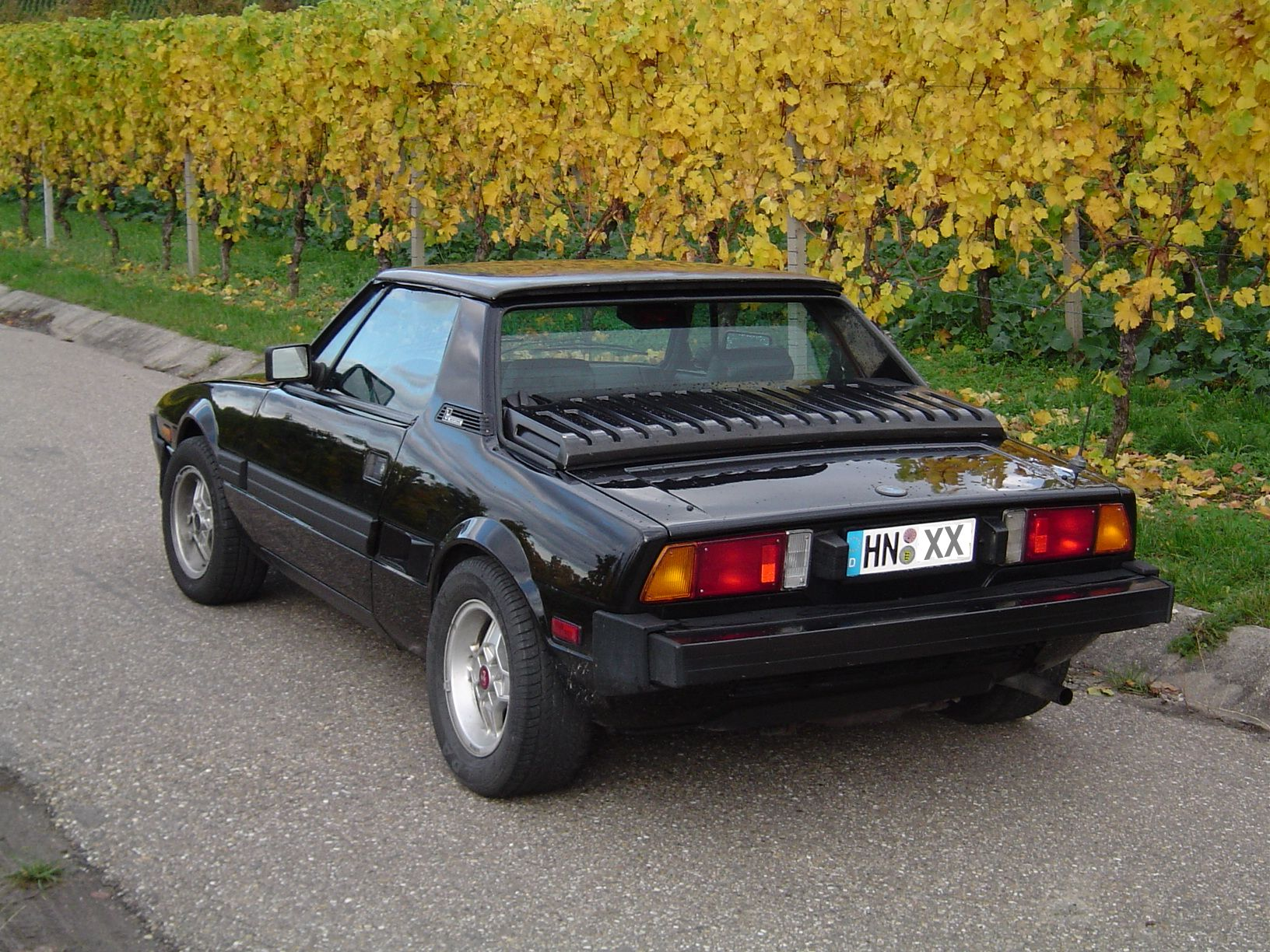
Fiat X 1/9 2e série, vue arrière

### Version1 300
- Dimensions et poids :
  - Empattement : 2 202 mm
  - Voie avant : 1 335 mm
  - Voie arrière : 1 343 mm
  - Longueur : 3 830 mm
  - Largeur : 1 570 mm
  - Hauteur : 1 170 mm
  - Poids : 885 kg
- Moteur Fiat 128 AS : quatre cylindres en ligne - Alésage 86 mm - Course 55,5 mm - Cylindrée 1 290 cm3 - Rapport de compression 8,9:1 - Puissance 75 ch DIN à 6 000 tr/min - Couple 97 N m à 3 400 tr/min - huit soupapes en tête - Un arbre à cames en tête (courroie) - Lubrification forcée, filtre à huile sur le circuit principal - Carter 3,8 litres - Alimentation carburateur inversé double corps Weber DMTR 32 - Filtre à air à sec - Tension 12 V - Alternateur 460 W - Batterie 45 Ah - Refroidissement à eau, circulation forcée - Circuit 11,0 litres - Réservoir carburant 48 litres.
- Transmission : moteur central, propulsion - Embrayage monodisque à sec - Boîte de vitesses à quatre rapports synchronisés.

### Version1 500
- Dimensions et poids :
  - Empattement : 2 202 mm
  - Voie avant : 1 355 mm
  - Voie arrière : 1 350 mm
  - Longueur : 3 969 mm
  - Largeur : 1 570 mm
  - Hauteur : 1 180 mm
  - Poids : 920 kg

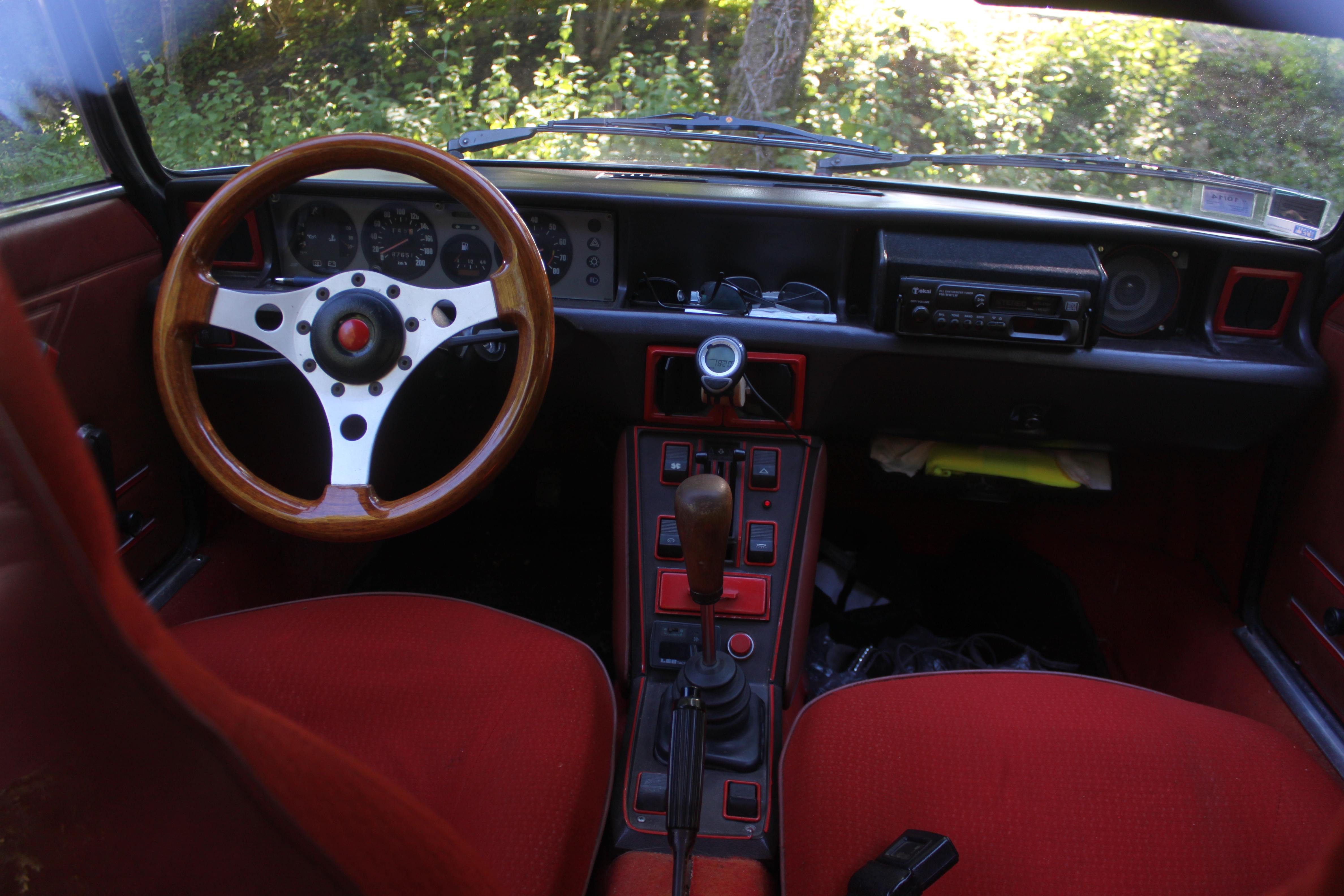
Tableau de bord.

- Moteur Fiat 138 AS : quatre cylindres en ligne - Alésage 86,4 mm - Course 63,9 mm - Cylindrée 1 498 cm3 - Rapport de compression 9,2:1 - Puissance 85 ch DIN à 6 000 tr/min - Couple 118 N m à 3 200 tr/min - huit soupapes en tête - Un arbre à cames en tête (courroie) - Lubrification forcée, filtre à huile sur le circuit principal - Carter 4,0 litres - Alimentation carburateur inversé double corps 34 DATR7/250 - Filtre à air à sec - Tension 12 V - Alternateur 540 W - Batterie 45 Ah - Refroidissement à eau circulation forcée - Circuit 11,6 litres - Bougies Magneti-Marelli CW78 LPR, Champion RN 7 Y, Fiat 1L45JR ou Bosch WR6D.
- Transmission : moteur central, propulsion - Embrayage monodisque à sec - Boîte de vitesses à cinq rapports synchronisés.

### Version1 500IE
Pour respecter les normes USA, la X 1/9 reçoit un moteur à injection électronique.
- Moteur Fiat 138 AS2 : quatre cylindres en ligne - Alésage 86,4 mm - Course 63,9 mm - Cylindrée 1 498 cm3 - Rapport de compression 8,53:1 - Puissance 75 ch DIN, à 5 500 tr/min - Couple 108 N m, à 3 000 tr/min - huit soupapes en tête - Un arbre à cames en tête (courroie) - Lubrification forcée, filtre à huile sur le circuit principal - Carter 4,4 litres - Injection électronique Bosch L-Jetronic- Filtre à air à sec - Tension 12 V - Alternateur 780 W - Batterie 45 Ah - Refroidissement à eau, circulation forcée - Circuit 11,6 litres.

## Les versions course

### Dallara Icsunonove
La Fiat X1/9 est transformée par Dallara, un constructeur italien de voitures de compétition. Giampaolo Dallara réalise, entre 1973 et 1978, avec l'accord de Fiat, plusieurs dizaines de modèles X 1/9, élaborées selon les règles de participation aux compétitions du Groupe 5 - voitures Silhouette.
La première série de la Icsunonove est équipée du moteur 1 300 à culasse 16 soupapes et injection électronique, qui développe 192 ch. La seconde série dispose d'un moteur 1 600 cm3, développant plus de 200 ch.
Elle se distingue par ses passages de roues particulièrement prononcés et un énorme aileron arrière. Elle est alignée dans de nombreuses courses de côte.

### Abarth
Conçue en 1974 par la Division Courses de Fiat, pour participer au Championnat Rallyes, cette version dispose du moteur de la Fiat 124 Abarth Rally de 1 840 cm3, alimenté par deux carburateurs double corps, avec quatre soupapes par cylindre, développant une puissance de 200 ch à 7 600 tr/min. La voiture ainsi préparée ne pèse que 750 kg et bénéficie d'une aérodynamique très étudiée, avec prises d'air sur le coffre, et périscope sur le moteur central, phares avant rectangulaires fixes, phares ronds supplémentaires et jantes en alliage Cromodora.
Elle participe aux rallyes italiens de Sicile et des 4 Régions, et remporte trois brillantes victoires aux Rallyes des Alpes Orientales, et des 100 000 Trabucchi et à la Coupe Liburna.

## Dans la culture populaire
L'auteur de bandes dessinées Roger Leloup dote son héroïne Yoko Tsuno d'une X1/9, dans son album Message pour l'éternité. « Son toit amovible la transforme rapidement en coupé décapotable, ce qui permet de voir les personnages dans toute vue de la voiture. » Leloup illustre de nouveau la X1/9 dans l'album La Frontière de la vie, si bien que Fiat lui confie le nouveau modèle restylé, avec de gros pare-chocs, pour ses prochains albums. L'auteur finit d'ailleurs par acheter la voiture. Il la met en scène dans La Proie et l'ombre.
Une X1/9 gris métallisé est la première voiture de Lucy, offerte par son oncle J.R, dans les premières saisons de la série Dallas (série télévisée, 1978).
La X1/9 apparaît également dans la série Sam et Sally (1978), où elle est conduite par l'actrice Corinne le Poulain.